# باتريسيا ماغواير
باتريسيا ماغواير (بالإنجليزية: Patricia McGuire)‏ هي مديرة أكاديمية أمريكية، ولدت في 1952 في فيلادلفيا في الولايات المتحدة.